# Ронциоло (Мантова)
Ронциоло је насеље у Италији у округу Мантова, региону Ломбардија.
Према процени из 2011. у насељу је живело 30 становника. Насеље се налази на надморској висини од 33 м.